# Leńkawiczy
Leńkawiczy (biał. Ленькавічы; ros. Леньковичи, Leńkowiczi) – wieś na Białorusi, w obwodzie witebskim, w rejonie orszańskim, w sielsowiecie Wuscie.